# RQD-Wert
Der RQD-Wert oder RQD-Zahl ist in der Geotechnik und Ingenieurgeologie ein Wert, um Bohrproben (Bohrkerne) eines Felsgesteins zu klassifizieren und bedeutet "Rock Quality Designation Index". Die Fels- bzw. Gebirgsklassifikation nach dem RQD-Wert geht auf Deere (1963) zurück.

## Definition
RQD ist definiert als der Quotient:
{\displaystyle RQD={\frac {Suml}{lges}}} * 100 %
{\displaystyle Suml} = Summe der Längen der Bohrkernstücke, die länger als 10 cm sind
{\displaystyle lges} = Gesamtlänge des Bohrkerns
Zur Gesamtlänge zählen auch verlorene Bruchstücke. - Der RQD-Wert sollte so schnell wie möglich nach dem Bohren bestimmt werden.

## Klassifikationstabelle
| RQD      | Felsqualität  |
| -------- | ------------- |
| <25 %    | sehr gering   |
| 25–50 %  | gering        |
| 50–75 %  | mittel        |
| 75–90 %  | gut           |
| 90–100 % | ausgezeichnet |

## Anwendung
Mit Hilfe des RQD-Wertes kann man mit Erfahrungsformeln auf die Druckfestigkeit des Gebirges (Gebirgsfestigkeit) schließen, zum Beispiel mit Hilfe des RMR-Wertes.

## Nachteil
Ein Bohrkern von 1 m Länge, der in elf Bruchstücke zu 9 cm Länge zerfällt, wird nach diesem Kriterium sehr schlecht beurteilt. Zerfällt er aber in neun Bruchstücke zu 11 cm Länge, hat er einen ausgezeichneten RQD-Wert, obwohl beide Kerne tatsächlich fast gleich sind.